# Piramide dell'apprendimento
La piramide dell'apprendimento (nota anche come "cono dell'apprendimento") è un modello rappresentativo dei diversi gradi di conservazione dell'informazione indotti da varie tecniche di apprendimento. La rappresentazione avviene generalmente tramite percentuali all'interno di una "piramide dell'apprendimento". Le percentuali sono generalmente del 5, 10, 20, 30, 50, 75 e 90 %, ma possono variare in base alla fonte.    

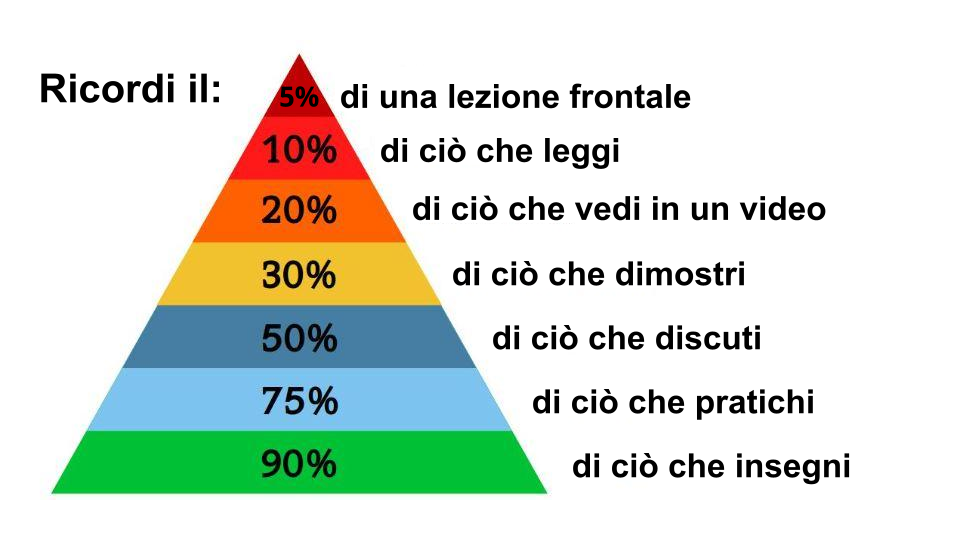
Piramide dell'apprendimento o cono dell'apprendimento

| Tasso di ritenzione | Attività di apprendimento prima della verifica delle conoscenze |
| ------------------- | --------------------------------------------------------------- |
| 90%                 | Insegnare a qualcun altro/metti in pratica immediatamente.      |
| 75%                 | Mettere in pratica ciò che hai imparato.                        |
| 50%                 | Partecipare a una discussione di gruppo.                        |
| 30%                 | Guardare una dimostrazione.                                     |
| 20%                 | Guardare un documento audiovisivo.                              |
| 10%                 | Leggere un documento.                                           |
| 5%                  | Ascoltare una lezione.                                          |

## Critiche
Già le prime versioni del modello, come ad esempio il Cone of Experience di Edgar Dale, sono state oggetto di critica .    In particolare è stata evidenziata l'incoerenza tra la piramide dell’apprendimento e i risultati della ricerca sperimentale. Essendo andato perduto lo studio originale sulla piramide dell'apprendimento, la teoria si basa in gran parte su una metodologia imprecisata e di qualità non definita, e per la quale non è noto se e in quale misura siano stati presi in considerazione parametri influenti come il tempo, la popolazione testata, ecc., rendendo quindi non affidabili i risultati dello studio originale.